# قرض استهلاك
قرض استهلاك  أو قرض خاص في الاقتصاد (بالإنجليزية: Consumer debt)‏ هو قرض لم يسدد بعد، أو بالمعنى الأوسع هو قرض بغرض شراء السلع الاستهلاكية، مثل شراء ثلاجة أو شراء سيارة أو غرفة جلوس جديدة، وليس قرضا بغرض الاستثمار.
وقد تقوم دولة بتشجيع القروض الاستهلاكية بغرض تحفيز الإنتاج المحلي وزيادة العمالة. فتعمل الحكومة على 
تشجيع المصارف على تقديم القروض للجمهور بأسعار فائدة منخفضة، بذلك يستطيع المقترض شراء ما يحتاجه من الأجهزة أو القيام برحلة جميلة. 

## اقرأ أيضًا
- الدائن
- حجز مال المدين
- تخصيص الأموال
- حجم الأعمال (اقتصاد)
- وديعة